# Xã Frankfort, Quận Montgomery, Iowa
Xã Frankfort (tiếng Anh: Frankfort Township) là một xã thuộc quận Montgomery, tiểu bang Iowa, Hoa Kỳ. Năm 2010, dân số của xã này là 249 người.